# Leandro Fusaro
Leandro Fusaro (Monticello Conte Otto, 14 novembre 1915 – Feltre, 26 agosto 1990) è stato un politico italiano.

## Biografia
Segretario provinciale della Democrazia Cristiana di Belluno nel secondo dopoguerra, fu ininterrottamente membro della Camera dei deputati dal 1958 al 1983. Nel corso della sua lunga carriera parlamentare, ricoprì a più riprese, all'interno del gruppo democristiano, gli incarichi di componente del direttivo, segretario, segretario amministrativo e vice presidente.
Nel Governo Cossiga I (4 agosto 1979 - 4 aprile 1980) fu nominato sottosegretario di Stato al Turismo e Spettacolo.
Per diversi decenni e fino alla morte fece parte del consiglio comunale della città di Feltre, assumendovi in due occasioni l'incarico di sindaco. Una prima volta, per pochi mesi a cavallo fra il 1983 ed il 1984, alla guida di un'amministrazione di minoranza formata da DC e PLI. Dopo le elezioni anticipate, per l'intero mandato dal 1984 al 1989, presiedette una giunta di pentapartito con DC, PSI, PSDI, PRI e PLI.
Riposa nel cimitero di Feltre.